# 西村三郎
西村 三郎（にしむら さぶろう、1930年6月29日 - 2001年11月30日）は、生物地理学、生物海洋学、博物学者。京都大学名誉教授。

## 来歴・人物
1930年6月29日青森県弘前市生まれ。1953年京都大学理学部（動物学専攻）卒業後、水産庁日本海区水産研究所（新潟市）に11年間勤務。京都大学理学部附属瀬戸臨海実験所勤務ののち、1977年、京大教養部助教授、1980年、教授、1992年、京都大学総合人間学部教授、1994年、定年退官、名誉教授。
1981年、『地球の海と生命』で毎日出版文化賞{、1989年、『リンネとその使徒たち』で大佛次郎賞、2000年、『文明の中の博物学』で和辻哲郎文化賞受賞。フィールドワークと文献調査の双方を行い、人文系においても博識で鳴らし、文系と理系の壁を超えた碩学であった。
動物の進化論にも関心が深く、独自の多細胞動物『穴蔵起源』説を提唱した。これは、カンブリア紀爆発以前にその祖先が発見されないのを説明するもので、多細胞動物の初期の進化は海底の底質中の間隙性動物の姿で進行したという。化石が出ないのはそれがあまりに小さかったからという説である。

## 単著
- 『日本海の成立 生物地理学からのアプローチ』築地書館、1974年、1995年
- 『地球の海と生命 海洋生物地理学序説』海鳴社、1981年
- 『動物の起源論 多細胞体制への道』中公新書、1983年
- 『未知の生物を求めて 探検博物学に輝く三つの星』平凡社〈自然叢書〉、1987年
- 『リンネとその使徒たち 探検博物学の夜明け』人文書院、1989年、朝日選書、1997年
- 『チャレンジャー号探検 近代海洋学の幕開け』中公新書、1992年
- 『文明のなかの博物学 西欧と日本』紀伊國屋書店（上・下）、1999年
- 『毛皮と人間の歴史』紀伊國屋書店、2003年

## 共著・編著
- 『海の生態学』時岡隆、原田英司 築地書館、1972年
- 『海辺の生物』山本虎夫 保育社、1974年
- 『検索入門海岸動物』伊藤勝敏写真 保育社、1987年
- 『原色検索日本海岸動物図鑑 1.2』 編著 保育社、1992年から1995年
- 『海岸動物』鈴木克美 保育社、1996年
- 『バオバブのナチュラリスト 3人の探検博物学者の物語』船越克己、Klaus-Georg Popp 白水社、2001年

## 論文
- 国立情報学研究所収録論文 国立情報学研究所